# Улиг, Оскар
Оскар Улиг (нем. Oskar Uhlig) — фигурист из Германии победитель первого чемпионата Европы 1891 года в мужском одиночном катании.

## Биография
Улиг начал кататься в клубе Berliner Eislaufverein в 1886 году. В 1891 году в Гамбурге он выиграл первое первенство Европы. В 1893 году был избран председателем клуба Berliner Eislaufverein. В 1894 году он был судьёй на соревнованиях по конькобежному спорту, а в 1909 году судил на чемпионате Европы по фигурному катанию.

## Спортивные достижения

### Мужчины
| Соревнования/Сезоны | 1891 |
| ------------------- | ---- |
| Чемпионаты Европы   | 1    |